# Bismuttellurid
Bismuttellurid ist eine chemische Verbindung aus der Gruppe der Telluride.

## Vorkommen

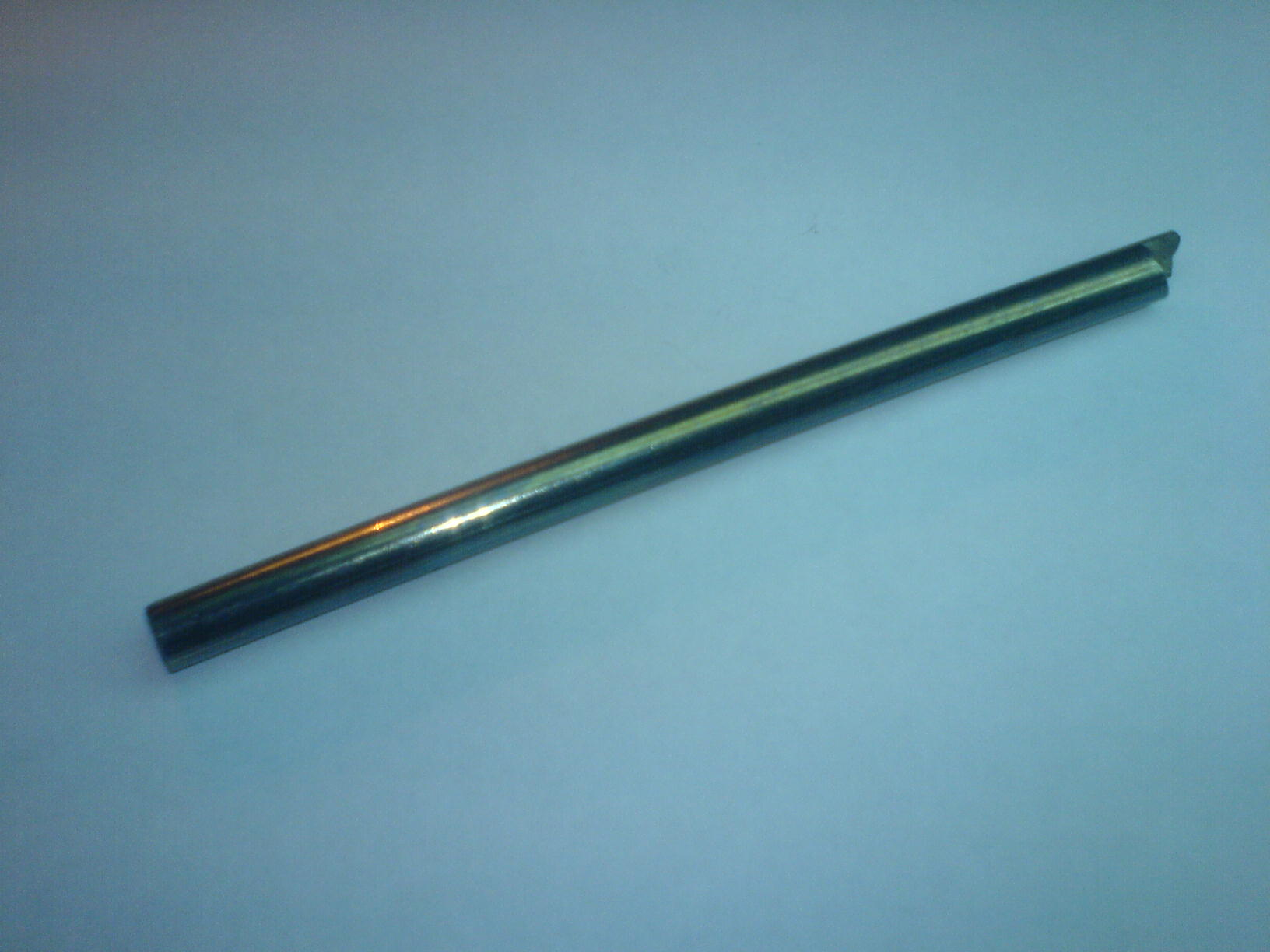
Bismuttellurid

Bismuttellurid kommt natürlich in Form des seltenen Minerals Tellurobismutit vor.

## Eigenschaften
Die Verbindung hat eine rhomboedrische Kristallstruktur mit der Raumgruppe R3m (Raumgruppen-Nr. 166). Eine hexagonale Zelle enthält 15 Atome gruppiert in drei Schichten.

## Verwendung
Bismuttellurid hat Halbleitereigenschaften und wird für Thermoelemente und als Peltier-Element zur Kühlung von Mikrochips verwendet.